# Distretto di Mananara Nord
Il distretto di Mananara Nord, già Mananara-Avaratra, è un distretto del Madagascar situato nella regione di Analanjirofo. Ha per capoluogo la città di Mananara Nord.
La popolazione del distretto è di 161 025 abitanti (censimento 2011). 